# Lorna Raver
Lorna Raver (Condado de York, Pensilvânia, 9 de outubro de 1943 – Los Angeles, Califórnia, 12 de maio de 2025) foi uma atriz norte-americana.
Ela foi casada com o escritor e produtor americano Yuri Rasovsky de 1987 até sua morte em 2012.

## Vida Pessoal
Lorna nasceu em Condado de York, Pennsylvania, começou cedo a atuar no Teatro Hedgerow, na Pennsylvania. Ela se mudou para New York, onde atuou em espetáculos off-Broadway no Dixie Girl Cafe. Lorna atuou por diversos anos em palcos de Chicago e região antes de se mudar para
Los Angeles, onde continuou com seus trabalhos no teatro, participou como convidada em vários programas de TV além interpretar personagens para programas de rádio.
No dia 19 de setembro de 2006, ela começou suas aparições como Rebecca Kaplan no programa The Young and the Restless da CBS's. em 2009 recebeu aclamações da crítica por sua atuação como Mrs. Ganush no filme Drag Me to Hell,(Arraste-me para o Inferno, do diretor Sam Raimi). A partir de 2015, ela interpretou um juiz em 11 diferentes funções. Morreu no dia 12 de maio de 2025 aos 81 anos.

## Filmografia
| Ano  | Título                         | Notas                     |
| ---- | ------------------------------ | ------------------------- |
| 2014 | Sinbad: The Fifth Voyage       |                           |
| 2013 | Grey's Anatomy                 | Temporada 10, episódio 7  |
| 2011 | O chamado                      |                           |
| 2011 | Rushlights                     |                           |
| 2009 | Arraste-me para o Inferno      |                           |
| 2009 | Assalto ao Carro Blindado      |                           |
| 2009 | One Tree Hill                  | Temporada 7, episódio 8   |
| 2009 | Raising the Bar                | Temporada 2, episódio 5   |
| 2008 | Bones                          | Temporada 4, episódio 24  |
| 2008 | Eli Stone                      | Temporada 1, episódio 2   |
| 2006 | CSI: Crime Scene Investigation | Temporada 7, episódio 5   |
| 2005 | Boston Legal                   | Temporada 2, episódio 24  |
| 2005 | Weeds                          | Temporada 1, episódio 5   |
| 2004 | Boston Legal                   | Temporada 1, episódio 5   |
| 2004 | Desperate Housewives           | Temporada 1, episódio 10  |
| 2004 | Malcolm in the Middle          | Temporada 6, episódio 18  |
| 2003 | Cold Case                      | Temporada 1, episódio 15  |
| 2003 | L.A. Dragnet                   | Temporada 2, episódio 2   |
| 2003 | Nova Iorque Contra o Crime     | Temporada 11, episódio 11 |
| 2002 | Charmed                        | Temporada 5, episódio 6   |
| 2001 | Gilmore Girls                  | Temporada 2, episódio 9   |
| 2000 | Ally McBeal                    | Temporada 4, episódio 11  |
| 2000 | Star Trek: Voyager             | Temporada 7, episódio 19  |
| 1999 | Judging Amy                    | Temporada 1, episódio 14  |
| 1998 | Felicity                       | Temporada 1, episódio 6   |
| 1998 | The Pretender                  | Temporada 3, episódio 11  |
| 1997 | Barrados no Baile              | Temporada 8, episódio 6   |
| 1997 | Dr Quinn, medicine woman       | Temporada 6, episódio 5   |
| 1997 | The Practice                   | Temporada 1, episódio 1   |
| 1996 | Nova Iorque Contra o Crime     | Temporada 4, episódio 11  |
| 1995 | ER                             | Temporada 2, episódio 12  |
| 1993 | Nova Iorque Contra o Crime     | Temporada 1               |